# Disputa del Pirara

L'arbitraggio del 1904 divise il territorio di Pirara in due parti. La parte assegnata alla colonia britannica (in rosa scuro) è stata rivendicata dal Venezuela come parte della Guayana Esequiba.

La Disputa del Pirara (portoghese Questão do Pirara, in inglese Pirara's Dispute) è il nome associato a una disputa territoriale tra il Brasile e la Guyana britannica su un territorio che si estendeva per 33.200 km², tra la zona nord-orientale dello stato brasiliano odierno del Roraima e la zona occidentale della regione guyanese odierna di Alto Takutu-Alto Essequibo.
Dopo l'arbitrato del 1899, che stabilì la cessione della Guayana Esequiba (la parte più orientale del Venezuela) alla Guyana Britannica (al tempo colonia dell'impero britannico), l'Inghilterra dovette risolvere un nuovo problema riguardante i confini della colonia con quelli del Brasile.
Durante il 1835 Robert Schomburgk, un esploratore di origine tedesca, stava controllando e prendendo dati sul territorio della Guyana per ordine del governo inglese. Mandò informazioni in patria spiegando come i portoghesi-brasiliani non controllassero effettivamente la regione, e suggerì che l'impero inglese annettesse il territorio come propria colonia.
La corte inglese decise di mandare un missionario, Thomas Yound. Questi raggiunse il territorio del Pirara e convertì alcuni indios alla religione protestante, insegnando loro a parlare la lingua inglese, facendo in modo che il territorio potesse essere dominato con efficacia. Il presidente della regione del Pará, il generale Soares de Andréia, ordinò ai soldati di rimuovere il missionario dal territorio; Yound dovette quindi andarsene, portando con sé alcuni indios che aveva convertito.
Nel 1840 Robert Schomburgk disegnò una mappa, che mandò in Inghilterra, dove le regioni del Tacutu, del Mau e parte del Surumu venivano mostrate come proprietà delle tribù indigene. Con questa mappa Schomburgk stabilì una nuova frontiera di confine tra Guyana e Brasile, con i fiumi Cotingo e Surumu come limite.
La mappa attrasse l'attenzione dell'opinione pubblica in Gran Bretagna. La presenza brasiliana nella regione non era consolidata, perché la famiglia reale del Portogallo aveva rimodernato le regioni meridionali della nazione, lasciando la parte settentrionale in decadenza. Nel 1842 un ambasciatore brasiliano andò a Londra per suggerire che la disputa venisse sottoposta ad un arbitraggio neutrale.
La disputa diplomatica rimase in disparte fino al 1898, quando il Brasile accettò la proposta di rimettere la decisione a un arbitro neutrale: per questo venne scelto il governo italiano. L'avvocato Joaquim Nabuco difese gli interessi del Brasile nel 1900 alla corte di Vittorio Emanuele III.
Nel 1904 si venne a raggiungere una decisione finale: il re d'Italia dichiarò che 19.630 km² dovessero andare alla Gran Bretagna e 13.570 km² al Brasile, stabilendo definitivamente i confini delle nazioni nella regione.
Con questo arbitrato il Regno Unito ottenne l'accesso al Rio delle Amazzoni tramite i fiumi Ireng e Tacutu.